# Landgericht Köslin

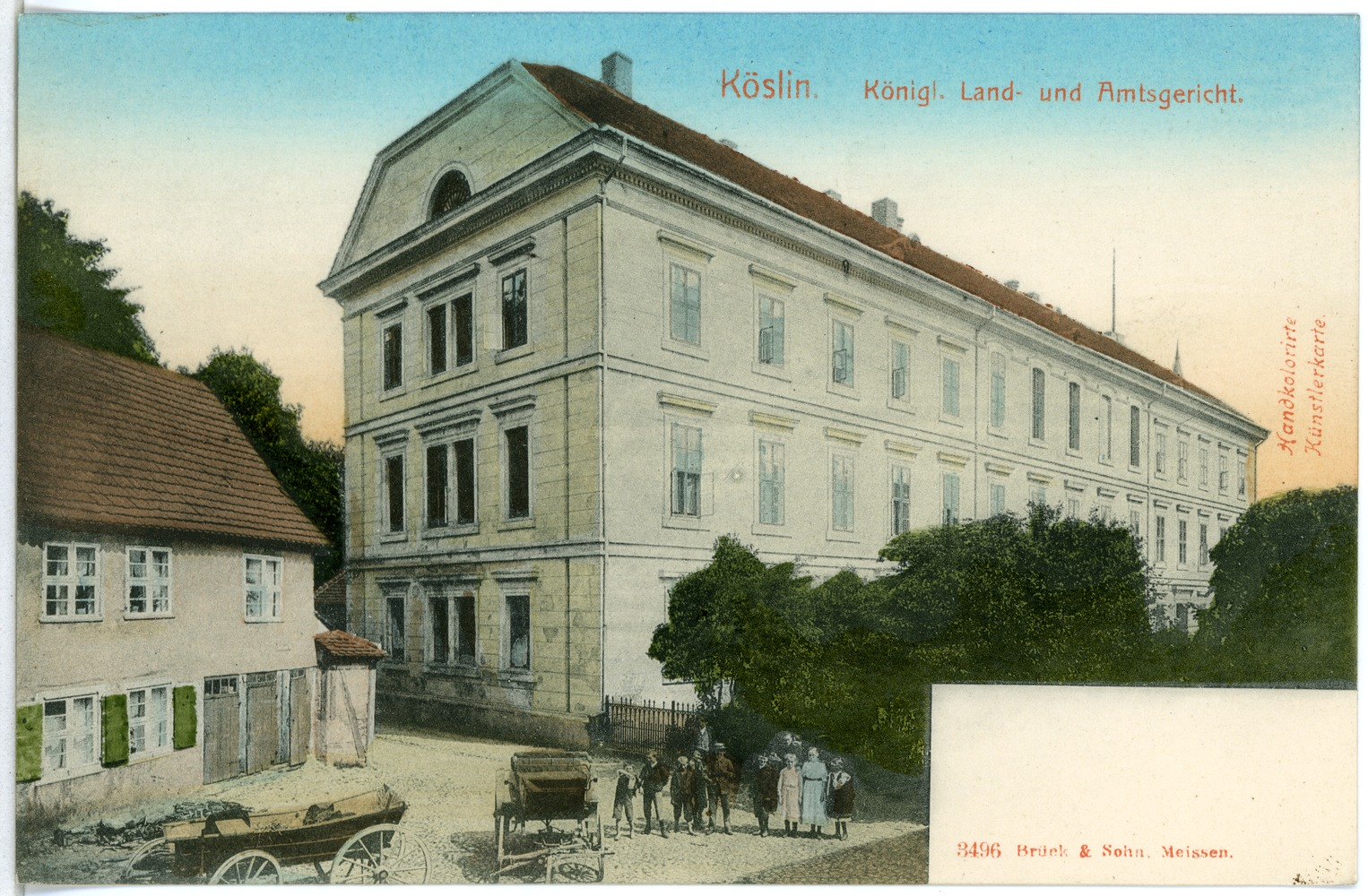
Landgerichtsgebäude, um 1903

Das Landgericht Köslin war ein preußisches Gericht der ordentlichen Gerichtsbarkeit im Bezirk des Oberlandesgerichts Stettin mit Sitz in Köslin.

## Geschichte
Das königlich preußische Landgericht Köslin wurde mit Wirkung zum 1. Oktober 1879 als eines von fünf Landgerichten im Bezirk des Oberlandesgerichtes Stettin gebildet. Vorher bestanden in der Provinz Pommern die drei Appellationsgerichte Cöslin Greifswald und Stettin. Der Sitz des Gerichts war Köslin. Das Landgericht war danach für die Kreise Cöslin, Belgard, Bublitz, Kolberg-Cörlin, Schivelbein, Neustettin und aus dem Kreis Schlawe die Stadt Zanow, die Amtsbezirke Panknin, Karnkewitz, Soltikow, Zowen, Ratteick und Cösternitz sowie die Ortschaften Eventhin, Wandhagen und Borkow zuständig. Ihm waren folgende zwölf Amtsgerichte zugeordnet:
| Amtsgericht             | Sitz        | Bezirk |
| ----------------------- | ----------- | --- |
| Amtsgericht Bärwalde    | Bärwalde    | aus dem Kreis Neustettin der Stadtbezirk Bärwalde und die Amtsbezirke Cölpin, Groß-Crössin, Lucknitz, Raseband, Osterfelde, Priebkow und Zülkenhagen sowie der Gemeindebezirk und Gutsbezirk Zuch aus dem Amtsbezirk Grünewald |
| Amtsgericht Belgard     | Belgard     | Kreis Belgard ohne den Teil, der dem Amtsgericht Polzin zugeordnet war |
| Amtsgericht Bublitz     | Bublitz     | Kreis Bublitz |
| Amtsgericht Cörlin      | Cörlin      | aus dem Kreis Colberg-Cörlin der Stadtbezirk Cörlin und die Amtsbezirke Coseeger, Kerstin, Lübchow, Petershagen, Rogzow und Roman, der Gemeindebezirk und Gutsbezirk Damitz und der Gutsbezirk Lestin aus dem Amtsbezirk Drosedow, der Gemeindebezirk Dassow aus dem Amtsbezirk Alt-Marrin sowie dem Gemeindebezirk Ramelow und den Gutsbezirken Obergut Ramelow und Niedergut Ramelow aus dem Amtsbezirk Martekow |
| Amtsgericht Cöslin      | Cöslin      | Kreis Cöslin |
| Amtsgericht Colberg     | Colberg     | Kreis Colberg-Cörlin ohne den Teil, der dem Amtsgericht Cörlin zugeordnet war |
| Amtsgericht Neustettin  | Neustettin  | Kreis Neustettin ohne den Teil, der den Amtsgerichten Bärwalde, Ratzebuhr und Tempelburg zugeordnet war |
| Amtsgericht Polzin      | Polzin      | aus dem Kreis Belgard der Stadtbezirk Polzin und die Amtsbezirke Altschlage, Arnhausen, Buslar, Collatz, Damen, Schloss Polzin, Groß-Popplow, Redel, Reinfeld und Wusterbarth, sowie Amtsbezirk Woldisch Tychow ohne die Gutsbezirke Ballenberg, Bergen und Woldisch Tychow |
| Amtsgericht Ratzebuhr   | Ratzebuhr   | aus dem Kreis Neustettin der Stadtbezirk Ratzebuhr und die Amtsbezirke Bahrenbusch, Flederborn, Hasenfier, Knaacksee, Lottin, Lümzow und Wallachsee |
| Amtsgericht Schivelbein | Schivelbein | Kreis Schivelbein |
| Amtsgericht Tempelburg  | Tempelburg  | aus dem Kreis Neustettin der Stadtbezirk Tempelburg und die Amtsbezirke Altenwalde, Draheim, Heinrichsdorf, Klaushagen, Klöperfier, Liepenfier, Lubow, Pielburg, Rackow, Neu-Wuhrow und Zicker |
| Amtsgericht Zanow       | Zanow       | aus dem Kreis Schlawe der Stadtbezirk Zanow und die Amtsbezirke Eventhin, Karnkewitz, Panknin, Ratteick und Zowen |

Der Landgerichtsbezirk hatte 1888 zusammen 260.441 Einwohner. Am Gericht war ein Präsident, 1 Direktor und 6 Richter tätig. Am Amtsgericht Neustettin bestand eine Strafkammer für die Amtsgerichte Neustettin, Baerwalde, Ratzebuhr und Tempelburg.
Im Jahre 1945 wurde Köslin unter polnische Verwaltung gestellt, und das Landgericht Köslin musste seine Arbeit einstellen. Unter polnischer Verwaltung entstand das Sąd Okręgowy w Koszalinie.

## Landesarbeitsgericht Köslin
Gemäß Arbeitsgerichtsgesetz vom 23. Dezember 1926 wurden in Deutschland Arbeitsgerichte gebildet. Diese waren nur in der ersten Instanz unabhängig, die Landesarbeitsgerichte waren den Landgerichten zugeordnet. Am Landgericht Köslin entstand so 1927 das Landesarbeitsgericht Köslin als eines von zwei Landesarbeitsgericht im Bezirk des Oberlandesgerichtes Stettin (das andere war das Landesarbeitsgericht Stettin). Dem Landesarbeitsgericht Köslin waren folgende Arbeitsgerichte zugeteilt: Arbeitsgericht Belgard, Arbeitsgericht Köslin, Arbeitsgericht Kolberg, Arbeitsgericht Lauenburg (Pommern), Arbeitsgericht Neustettin, Arbeitsgericht Schlawe und Arbeitsgericht Stolp. Nach der Besetzung Deutschlands durch die Alliierten endete 1945 auch die Geschichte des LAG Köslin.